# ケンパー郡 (ミシシッピ州)
ケンパー郡（英: Kemper County）は、アメリカ合衆国ミシシッピ州の東部に位置する郡である。2010年国勢調査での人口は10,456人であり、2000年の10,453人からほとんど変化しなかった。郡庁所在地はディカーブ市（人口1,164人）であり、同郡で人口最大の都市でもある。郡名はリューベン・ケンパーに因んで名付けられた。
ケンパー郡はメリディアン小都市圏に属している。
40年以上の長きにわたってアメリカ合衆国上院議員を務めたジョン・C・ステニス（在任1947年-1989年）が郡内で生まれた。郡出身者として著名な者にテキサス・レンジャーの伝説的存在であるビル・マクドナルド大尉がいる。郡内のスクーバの町、アメリカ国道45号線とミシシッピ州道16号線の交差点に東ミシシッピ・コミュニティカレッジがある。

## 地理
アメリカ合衆国国勢調査局に拠れば、郡域全面積は767.00平方マイル (1,986.5 km2)であり、このうち陸地766.13平方マイル (1,984.3 km2)、水域は0.87平方マイル (2.3 km2)で水域率は0.11%である。

### 主要高規格道路
- アメリカ国道45号線
- ミシシッピ州道16号線
- ミシシッピ州道21号線
- ミシシッピ州道39号線
- ミシシッピ州道266号線

### 隣接する郡
- ノクサビー郡 - 北
- サムター郡 (アラバマ州) - 東
- ローダーデール郡 - 南
- ネショバ郡 - 西
- ウィンストン郡 - 北西

## 人口動態
以下は2000年の国勢調査による人口統計データである。
| 基礎データ - 人口: 10,453人 - 世帯数: 3,909 世帯 - 家族数: 2,787 家族 - 人口密度: 5人/km2（14人/mi2） - 住居数: 4,533軒 - 住居密度: 2軒/km2（6軒/mi2） 人種別人口構成 - 白人: 39.03% - アフリカン・アメリカン: 58.13% - ネイティブ・アメリカン: 2.06% - アジア人: 0.08% - 太平洋諸島系: 0.03% - その他の人種: 0.11% - 混血: 0.57% - ヒスパニック・ラテン系: 0.73% | 年齢別人口構成 - 18歳未満: 25.4% - 18-24歳: 12.5% - 25-44歳: 25.2% - 45-64歳: 21.8% - 65歳以上: 15.1% - 年齢の中央値: 35歳 - 性比（女性100人あたり男性の人口） - 総人口: 92.2 - 18歳以上: 88.3 世帯と家族（対世帯数） - 18歳未満の子供がいる: 32.2% - 結婚・同居している夫婦: 46.7% - 未婚・離婚・死別女性が世帯主: 20.2% - 非家族世帯: 28.7% - 単身世帯: 26.4% - 65歳以上の老人1人暮らし: 12.6% - 平均構成人数 - 世帯: 2.57人 - 家族: 3.11人 | 収入と家計 - 収入の中央値 - 世帯: 23,998米ドル - 家族: 30,248米ドル - 性別 - 男性: 24,431米ドル - 女性: 18,199米ドル - 人口1人あたり収入: 11,985米ドル - 貧困線以下 - 対人口: 26.0% - 対家族数: 21.2% - 18歳未満: 35.3% - 65歳以上: 26.7% |

## 都市と町

### 町
- ディカーブ - 郡庁所在地
- スクーバ
- プレストン
- ポータービル

### 国勢調査指定地域
- ボーグチット（大半はネショバ郡）

### 未編入の町
- エレクトリックミルズ
- ゴールソン
- ケリスストア
- ミンデン
- モスコー
- ユニオンヒル
- ワハラク

## 教育
ケンパー郡は東ミシシッピ・コミュニティカレッジ・システムの担当範囲に入っているこのカレッジの主キャンパスはシステムの管理本部を含め、スクーバのスクーバ・キャンパスである。